# Stazione di Recco
La stazione di Recco è una stazione ferroviaria situata nel comune di Recco lungo la ferrovia Genova-Pisa.

## Storia

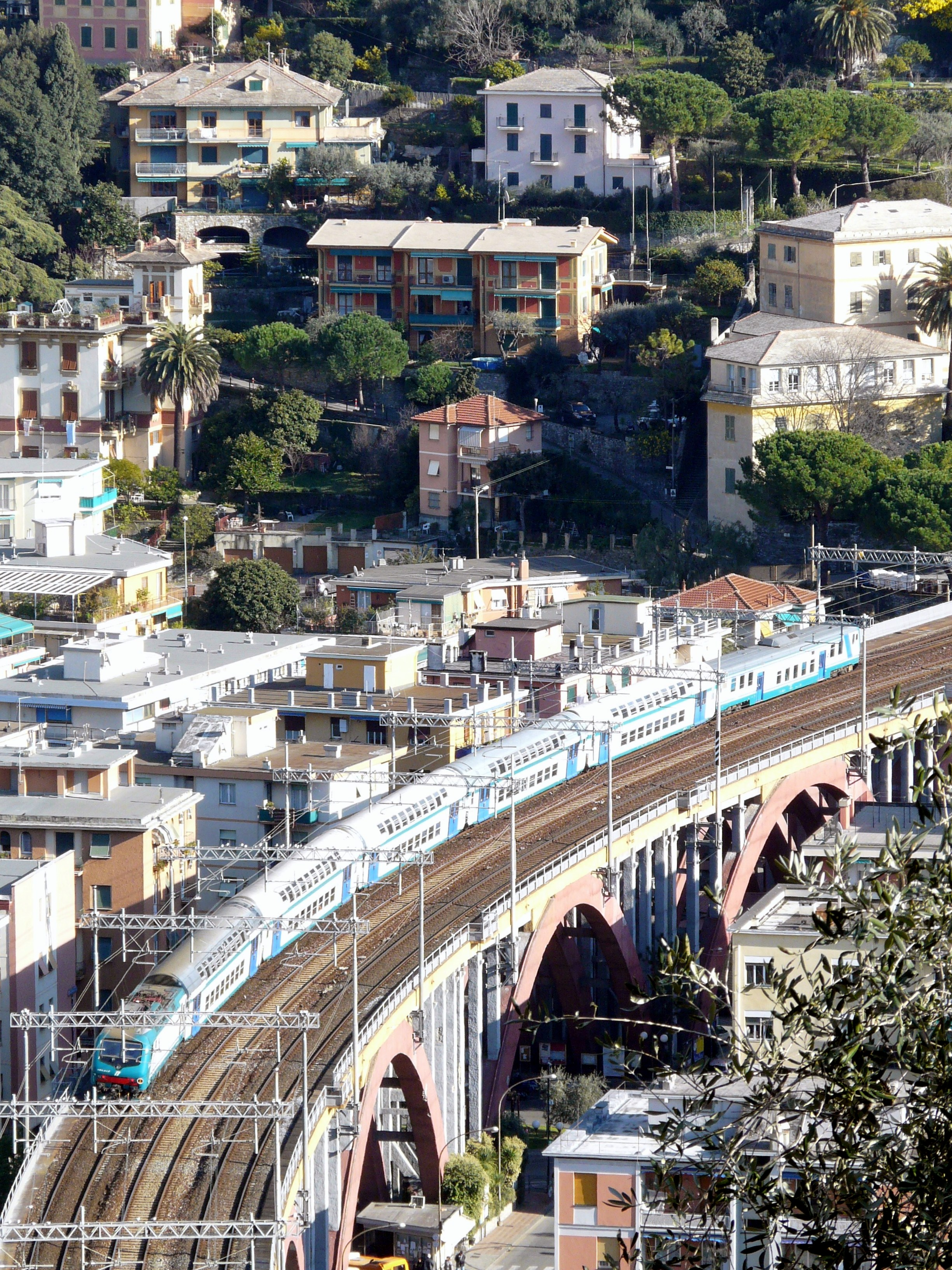
Un treno regionale sul ponte ferroviario di Recco

La stazione fu attivata il 23 novembre 1868 in occasione dell'apertura della ferrovia Genova-Chiavari.
I lavori di raddoppio della tratta Pieve Ligure-Camogli condotti fra il 1920 ed il 1923 comportarono la costruzione di un nuovo viadotto a Recco, attivato il 4 maggio 1920. Proprio tale manufatto, di dimensioni notevoli  e facile bersaglio (281 metri di lunghezza, 19 di altezza per un totale di 20 arcate), fu fatto oggetto di ripetuti bombardamenti durante la seconda guerra mondiale, che portarono alla pressoché totale distruzione dello stesso e dell'intero abitato di Recco, ancora ricordata dalla Medaglia d'oro al Merito Civile conferita alla città. L'attuale manufatto in cemento armato, a sostituzione di quello provvisorio in legno completato nel 1946, fu attivato il 26 ottobre 1948.

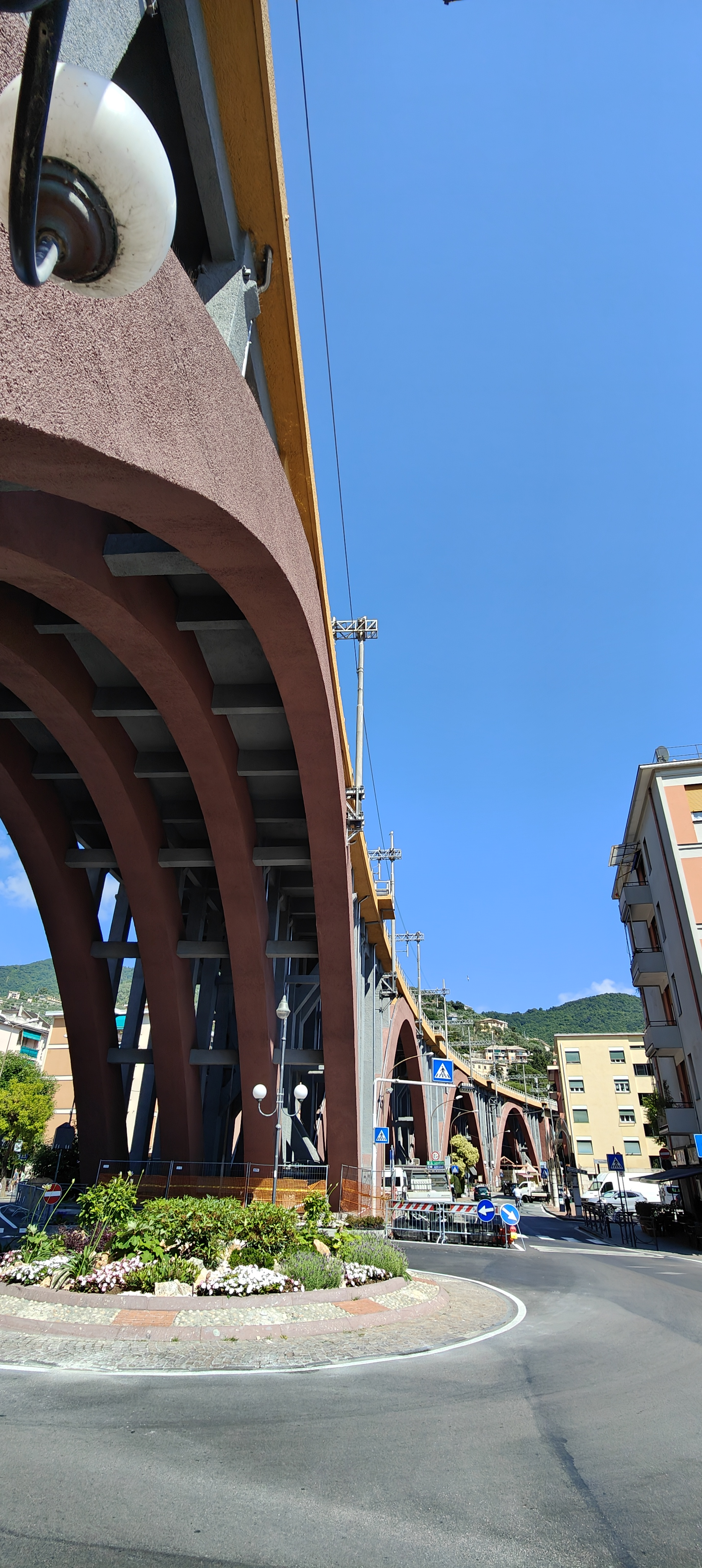
L'imponente viadotto di cemento armato visto da sotto dopo il restauro. A giugno 2023 rimane soltanto il cantiere per la parte rivolta a ponente

## Strutture ed impianti

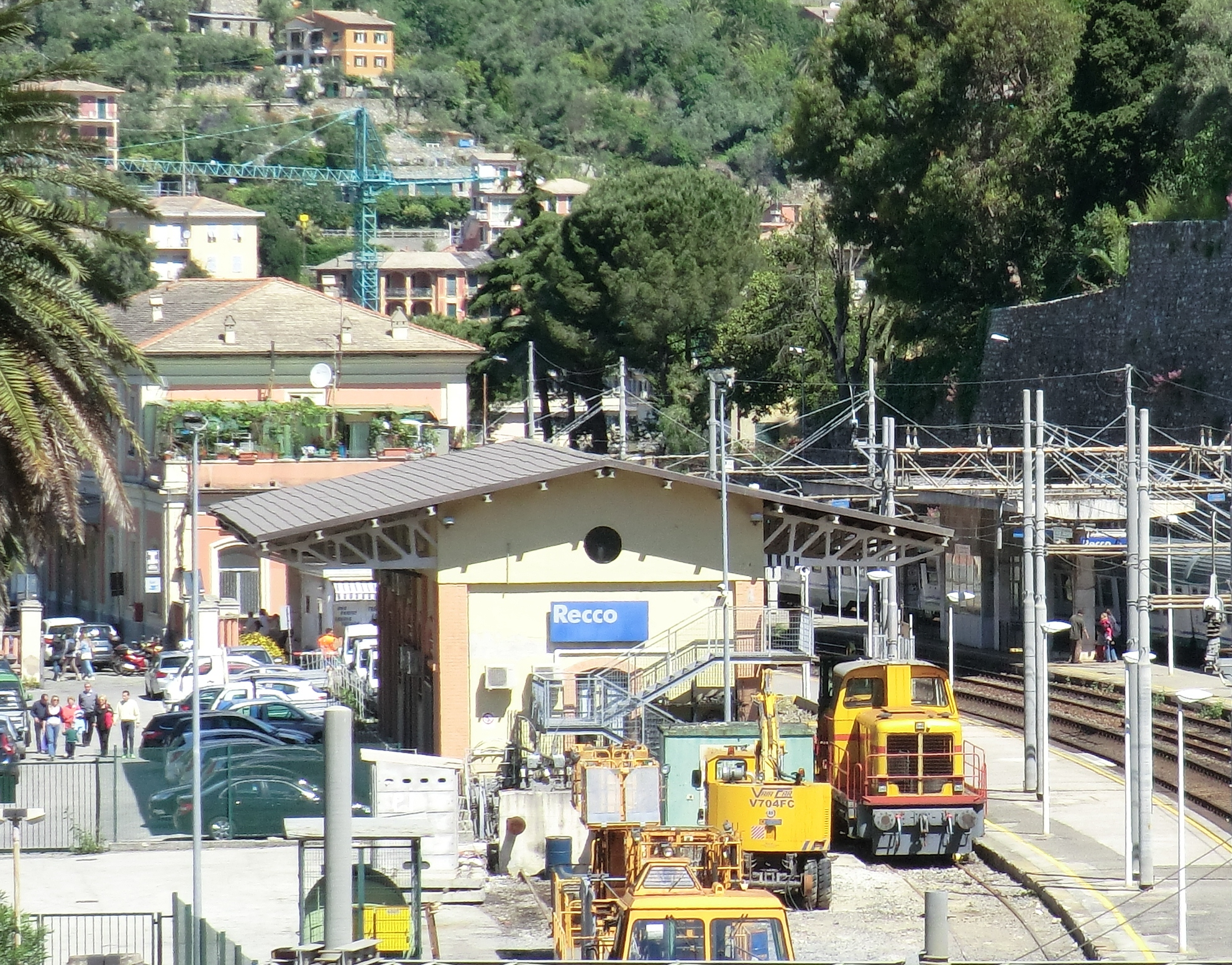
Vista lato ex scalo merci, oggi utilizzato per il ricovero di treni cantiere.

La stazione conta tre binari, serviti da un marciapiede. Annesso al fabbricato viaggiatori, a 2 piani, è presente un chiosco occupato da un bar-edicola.
L'ex scalo merci, parte del quale tuttora esistente, è utilizzato in prevalenza per il ricovero di materiale rotabile delle società che effettuano lavori lungo la linea.

## Movimento
La stazione è servita prevalentemente dalle relazioni regionali Trenitalia svolte nell'ambito del contratto di servizio con la Regione Liguria; in particolare, l'impianto funge da capolinea orientale per alcuni servizi suburbani da e per Genova Voltri o per Savona.
A Recco effettuano inoltre fermata i treni stagionali da/per Milano Porta Garibaldi effettuati con materiale di Trenord.

## Servizi
La stazione, che RFI include nella categoria silver, dispone di:
- Biglietteria automatica
- Sala d'attesa
- Servizi igienici
- Bar
- Edicola
- Distributori automatici di snack e bevande
- Sottopassaggio

## Interscambi
- Stazione taxi
- Parcheggio di scambio

Una consistente parte del piazzale un tempo facente parte dello scalo merci è oggi utilizzata come parcheggio di interscambio, con sosta gratuita.